# HMS Terror (I03)
Pour les autres navires du même nom, voir HMS Terror.
Le HMS Terror est un monitor lancé le 18 mai 1916, par les chantiers navals Harland & Wolff, à Govan en Écosse, et qui sert durant les deux guerres mondiales. Avec son sister-ship, HMS Erebus, ils composent la classe Erebus. Leurs noms sont ceux de deux galiotes à bombe perdues dans les glaces en 1845 en cherchant le passage du Nord-Ouest.
Les monitors sont des navires au faible tirant d'eau, très stables, portant une artillerie puissante et destinés aux bombardements côtiers dans des eaux peu profondes. Ils ne sont pas conçus pour prendre part à des batailles navales.

## Caractéristiques
Le HMS Terror est équipé d'une tourelle de deux canons de 381 mm,. Ces canons peuvent lancer à 36 km des obus pesant 870 kg.

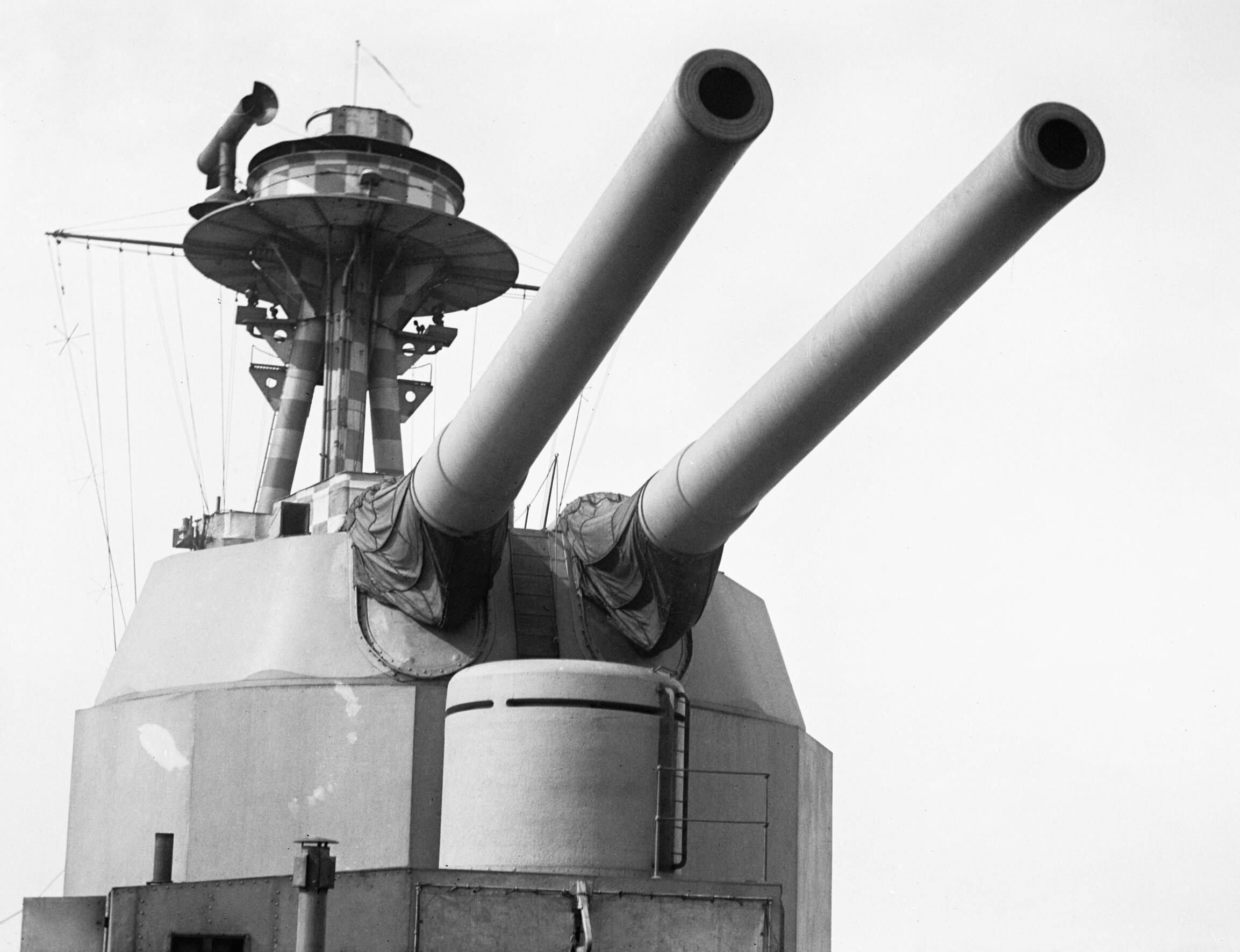
La tourelle de 381 mm du HMS Terror.

Il est destiné à la contrebatterie des batteries côtières ennemies, son artillerie puissante lui permettant de rester lui-même hors de portée. Il possède aussi un bulbe anti-torpilles.

## Carrière

### Première Guerre mondiale
En août 1916, HMS Terror est affecté à la Dover Patrol.
Le 19 octobre 1917, il est torpillé devant Dunkerque et doit être remorqué jusqu'à Portsmouth.
En avril 1918, il participe à l'attaque de Zeebruges. Avec son sister-ship HMS Erebus, et les destroyers HMS Termanent, HMS Truculent et HMS Manley, il compose la force de bombardement à longue distance.
Le 27 septembre 1918, toujours avec HMS Erebus, il appuie de ses canons la quatrième bataille d'Ypres.

### Entre-deux-guerres
Au début des années 1920, il participe à des tests en bombardant de vieux navires de guerre, dont SMS Baden et HMS Superb.
Il est envoyé à Singapour en tant que stationnaire.

### Seconde Guerre mondiale
Au déclenchement des hostilités, il est réaffecté en Méditerranée. D'avril à octobre 1940, il est à Malte où son artillerie sert contre les attaques italiennes. Le 10 novembre, il gagne Alexandrie avec le convoi ME3.
Au début de l'année 1941, il appuie les troupes engagées dans l'opération Compass, tirant, en six semaines, près de 660 obus de 381 mm. Le 17 février 1941, il gagne Benghazi et, le 23, est attaqué par cinq bombardiers Junkers Ju 88. Trois des bombes l'encadrent en éclatant suffisamment près pour endommager sa coque et causer des voies d'eau. Les salles des machines noyées, son équipage l'évacue vers 22 h 0. Pris en remorque vers Alexandrie, le Terror coule le lendemain à 15 nautiques au nord-ouest de Derna.

## Source
- (en) Cet article est partiellement ou en totalité issu de l’article de Wikipédia en anglais intitulé « HMS Terror (I03) » (voir la liste des auteurs).